# Astrazione (statistica)
L'astrazione, in statistica, è uno dei momenti più importanti nella definizione e scelta delle unità statistiche, ossia delle unità elementari oggetto di studio e  osservazione, i microdati. 
Le unità statistiche possono essere animate o inanimate: un tavolo o un uomo; possono essere semplici o composte: un uomo o una famiglia. 
Nel procedimento di astrazione, dopo avere definito e individuato l'unità statistica, occorre definire il collettivo, ossia l'insieme delle unità statistiche, di riferimento: dopo avere definito il libro, microdato, occorre definire la biblioteca, collettivo.

### Fonti primarie
- David Freedman, Robert Pisani, Roger Purves, Statistica. Milano, McGraw-Hill, 1998. ISBN 8838607508.

### Fonti secondarie
- Yuri A. Rozanov, Probability Theory, Random Processes and Mathematical statistics, Kluwer, 1995. ISBN 0792337646.
- Alberto Rotondi, Paolo Pedroni, Antonio Pievatolo, Probabilità, statistica e simulazione. Springer, 2011. 3ª edizione, ISBN 978-88-470-2363-5.
- Leti G., Statistica descrittiva. Bologna, Il Mulino, 1983. ISBN 8815002782.
- Mondani A., Corso di statistica descrittiva. LED Edizioni Universitarie, 1991.  ISBN 8879160028.